# Římskokatolická farnost Seč
Římskokatolická farnost Seč je územním společenstvím římských katolíků v rámci chrudimského vikariátu královéhradecké diecéze.

## O farnosti

### Historie
Kostel sv. Vavřince v Seči je pozdně renesanční stavbou z let 1610–1620.
Z této farnosti pochází:
- R.D. Antonín Adam (10.8.1870 Seč  22.8.1944 Pardubice), svěcen 1894, katecheta v Pardubicích
- R.D. František Hubáček, děkan (*3.9.1906 Kovářov - † 24.4.1979 Hradec Králové), svěcen 1945, admin. v Dolních Kralovicích, pohřben na Seči
- R.D. František Česenek (*5.2.1911 Seč - † 8.5.1997), svěcen 1937, farář ve Zruči n. Sázavou, pohřben v Praze - Olšanech

Přehled duchovních správců
Předtím spravována kaplany
- 1784 - 1785 R.D. František Mareš
- 1785 - 1802 R.D. Bernardus Řeřicha
- 1802 - R.D. ?
- 1809 - 1810 R.D. Antonín ???
- 1810 - 1820 R.D. Josef Jílek
- 1820 - ? R.D. Josef
- ? - 1843 R.D. Jan ???
- 1843 - 1876 R.D. František Vilímek, děkan a farář (*26. března 1795 Čestice - †21. března 1876 Seč)
- 1876 - 1876 R.D. Jan Emanuel Vlach (*4. července 1845 Skuteč - †2. ledna 1890 Rosice nad Lebem), později v Licibořicích a Rosicích nad Labem
- 1876 - 1878 R.D. Jan Šířš (Schirsch), děkan (*14. února 1798 Hradec Králové - †17. října 1878 Seč)
- 1878 - 1879 R.D. Jan Kučera (*23. ledna 1850 Jilm u Jilemnice - †4. dubna 1879 Seč), dříve kaplan na Seči
- 1880 - 1888 R.D. Vincenc Laštovička, předtím kaplan v Keblově 1876-1880, později v Heřmani
- 1888 - 1888 R.D. František Till (*12. prosince 1861 Chrudim - †?), předtím kaplan v Trhové Kamenici, později kaplan v Bojanově
- 1888 - 1914 R.D. Josef Kučera, děkan a bisk. notář (*7. listopadu 1843 Něm. Brod - † 8. května 1914 Seč), předtím Vysoké Mýto
- 1914 - 1915 R.D. Emanuel Ullrich, (*8. prosince 1876 Polná - † 19. srpna 1943 Žleby)později adm. ve Žlebech
- 1915 - 1925 R.D. Jan Samec (*22. října 1882 Drhovice - † 26. dubna 1937 Čáslav), přišel ze Zdechovic
- 1925 - 1926 R.D. Viktor Vlach (* 30. srpna 1879 Choceň - † 25. března 1931 Habry)
- 1926 - 1930 R.D. Otakar Hůla (*12. června 1882 Hradec Králové - † 2. února 1930 Hradec Králové)
- 1930 - 1936 R.D. Jan Čumpl (*20. ledna 1871 Velká Losenice - † 23. prosince 1936 Seč)
- 1936 - 1938 R.D. Jaroslav Trojan (*27. ledna1910 Chlístovice - † 9. března 1988 Horní Sloupnice), administrátor excurrendo z Bojanova
- 1939 - 1940 R.D. František Opřátko, kons. rada a děkan, excurrendo z Míčova (*30. listopadu 1864 Hradec Králové - † 8. prosince 1942 Míčov)
- 1940 - 1947 R.D. František Vlček (*22. prosince 1909 Vrbno - † 7. června 1993 Morašice)
- 1948 - 1955 R.D. Václav Křivský, později ve Skutči (*3. září 1921 Horní Krupá - † 22. září 1990 Skuteč)
- 1955 - 1994 R.D. František Ehrenberger (*30. května 1913 Sádek - † 29. června 1998 Sádek), administrátor excurrendo z Bojanova
- 2018 - dosud R.D. Mgr. Milan Vrbiak, děkan, farář (*19. listopadu 1960 Nitra), excurrendo z Ronova nad Doubravou

Kaplani 
- ?-1876 R.D. Jan Emanuel Vlach
- 1876 - 1878 R.D. Jan Kučera (*1850 Jilm u Jilemnice - + 4. dubna 1879)

### Současnost
Farnost je administrována ex currendo, duchovní správce bydlí na faře v Ronově nad Doubravou. Spolu se Sečí spravuje ještě farnosti Běstvina, Míčov a Ronov nad Doubravou.
| Kostel              | Místo | Bohoslužba                            | Bohoslužba             | Poznámka         |
| ------------------- | ----- | ------------------------------------- | ---------------------- | ---------------- |
| Kostel sv. Vavřince | Seč   | neděle středa (letní čas) (zimní čas) | 9.30 18.00 17.00       | farní kostel     |
| Kostel sv. Štěpána  | Seč   | neslouží se pravidelně                | neslouží se pravidelně | hřbitovní kostel |